# Cossato
Cossato ist eine italienische Gemeinde mit 13.891 Einwohnern (Stand 31. Dezember 2023) in der Region Piemont und der Provinz Biella.

## Geographie
Die Gemeinde liegt am südöstlichen Alpenrand, etwa 60 km nordöstlich von Turin und 70 km westlich von Mailand.
Die Nachbargemeinden sind Benna, Candelo, Cerreto Castello, Crosa, Lessona, Massazza, Mottalciata, Quaregna, Strona, Valle San Nicolao und Vigliano Biellese. Der Schutzheilige des Ortes ist die Santa Maria Assunta.

## Kulinarische Spezialitäten
In der Umgebung von Cossato wird Weinbau betrieben. Das Rebmaterial findet Eingang in den DOC-Wein Coste della Sesia.

## Persönlichkeiten
- Ezio Greggio (* 1954), Komiker, Schauspieler, Filmregisseur und Drehbuchautor

## Galerie

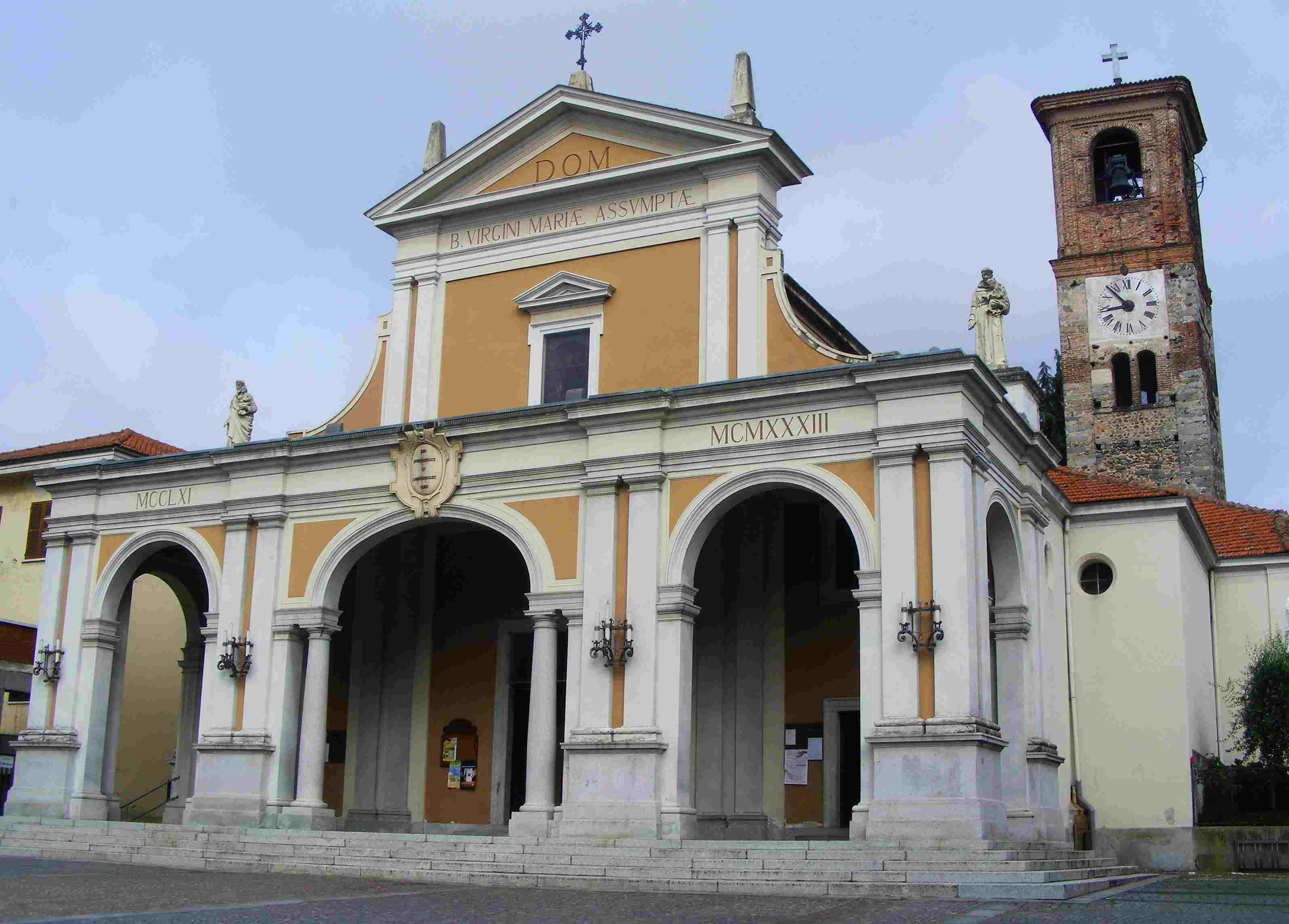
Kirche Santa Maria Assunta
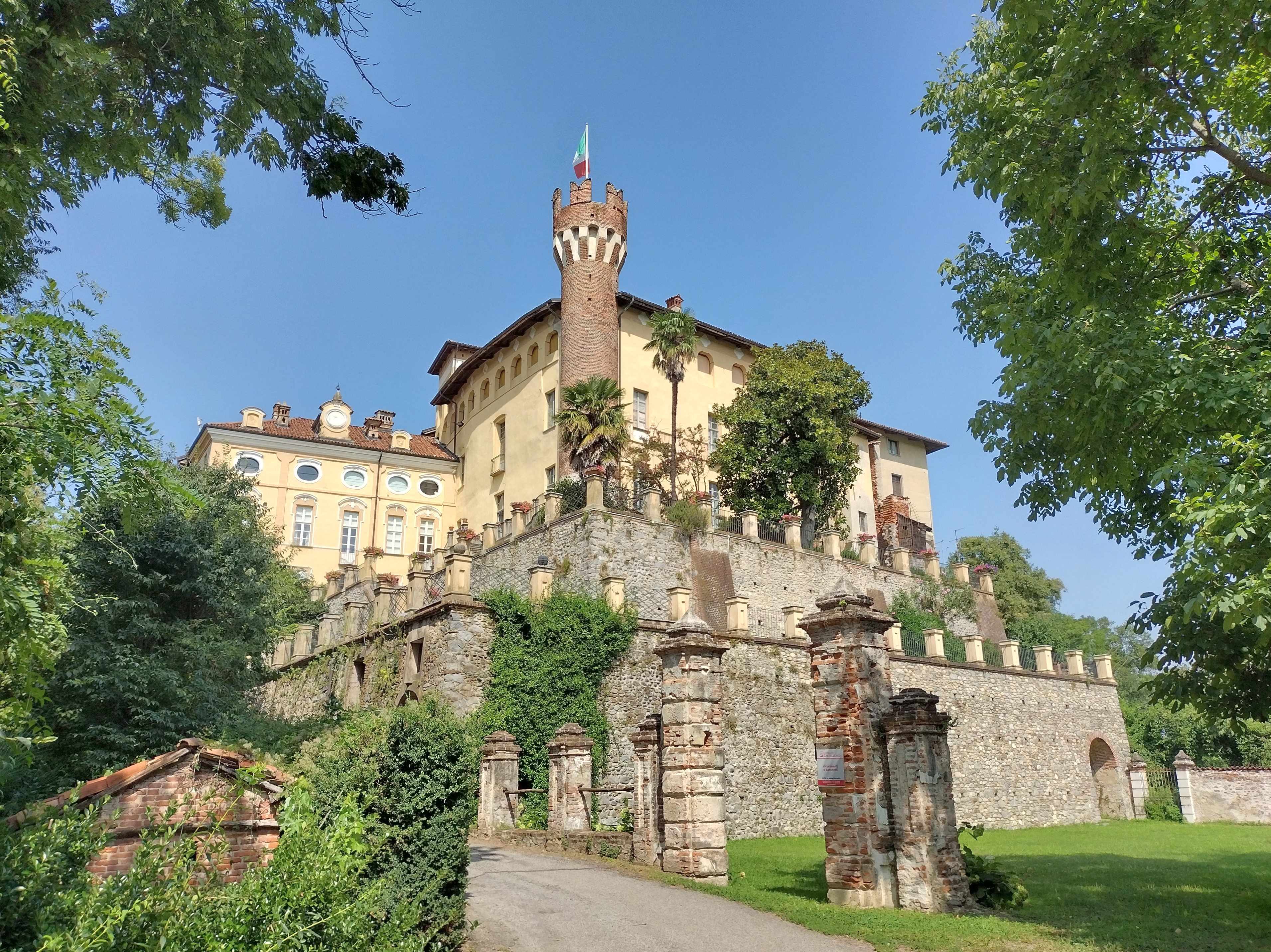
Castello di Castellengo
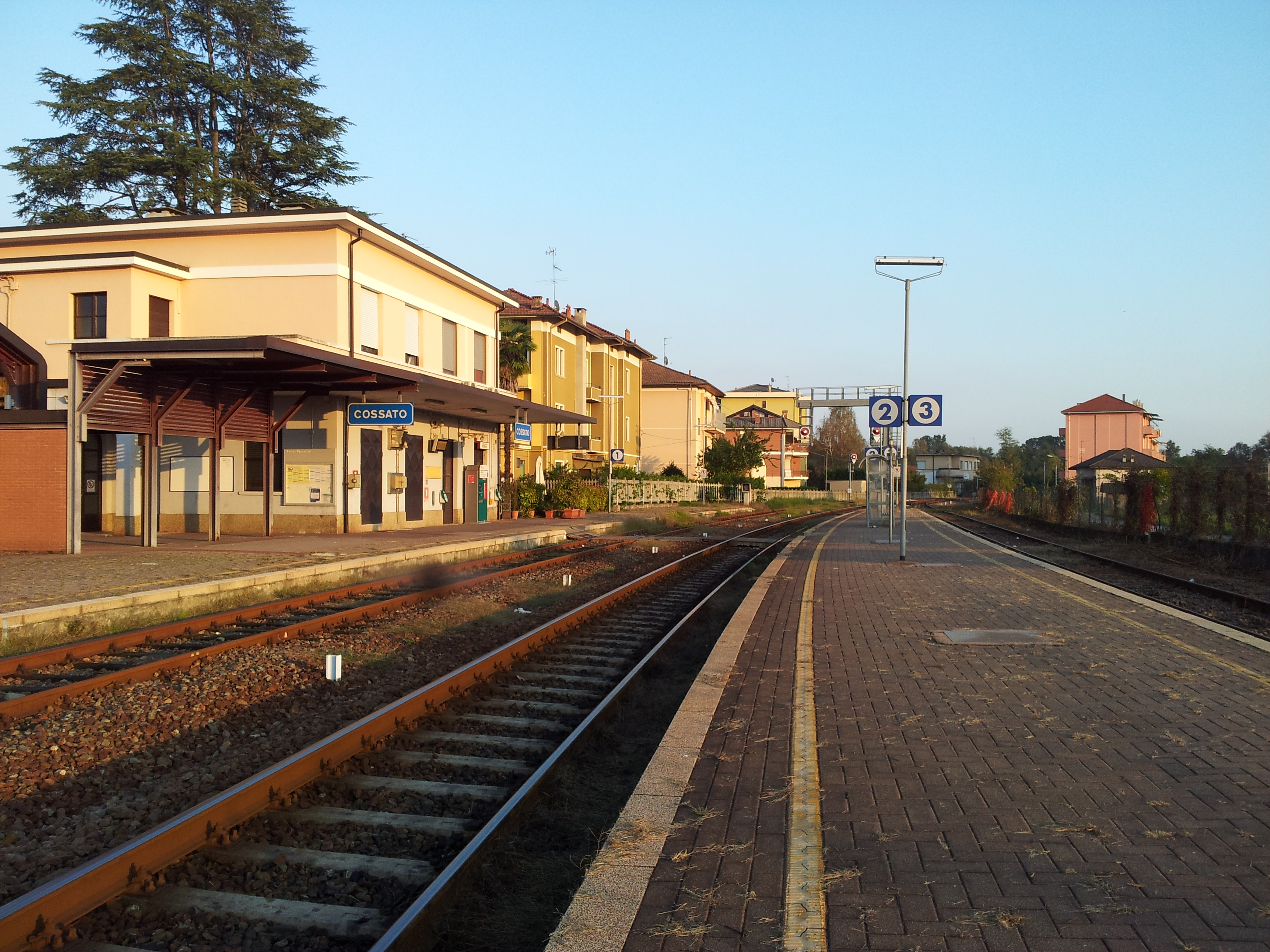
Bahnstation
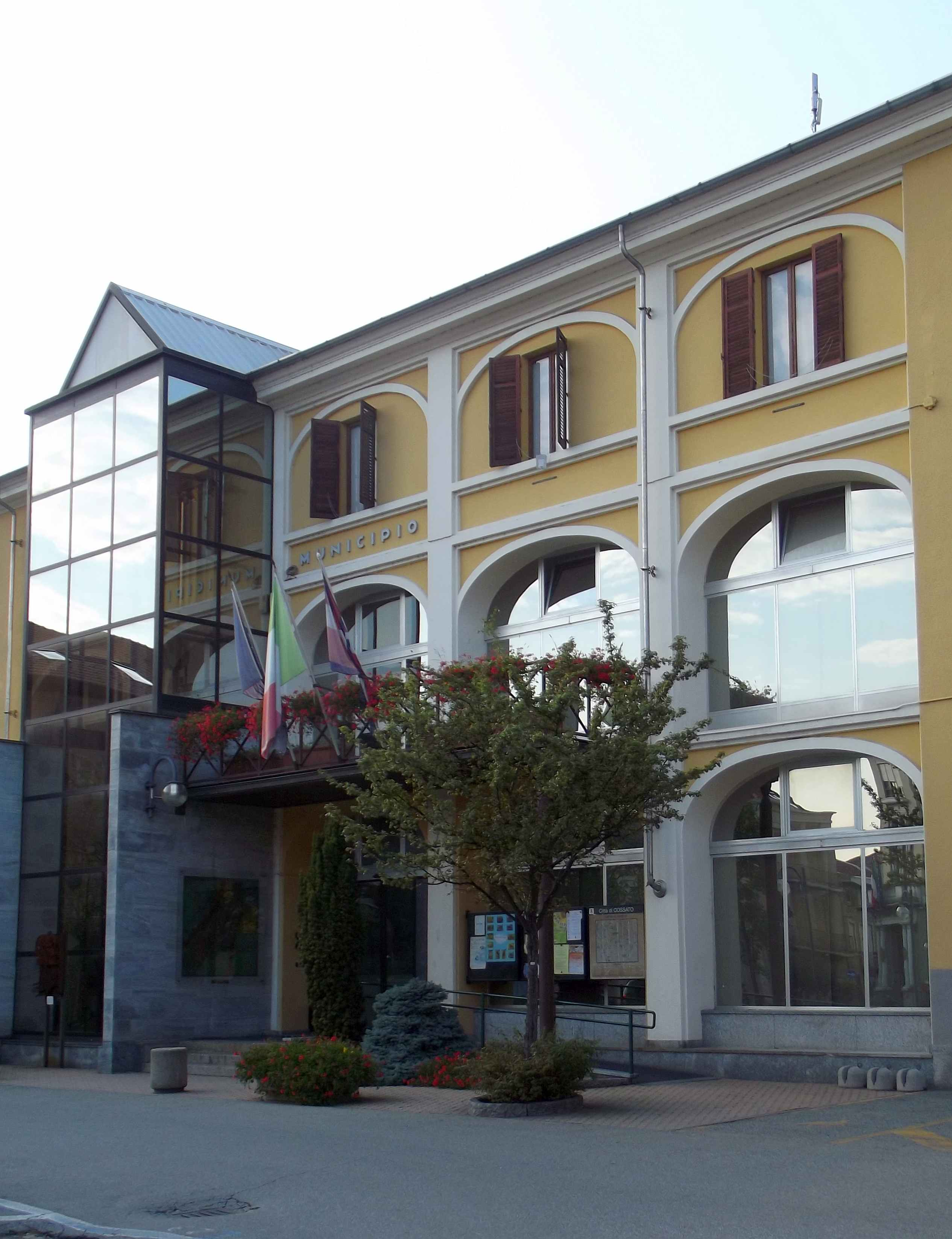
Rathaus